# Edoardo Francesco del Liechtenstein
Edoardo Francesco del Liechtenstein (Vienna, 22 febbraio 1809 – Karlsbad, 27 giugno 1864) è stato un generale austriaco.

## Biografia

### Origini
Era un figlio più giovane del principe Giovanni I Giuseppe del Liechtenstein e di Giuseppa di Fürstenberg-Weitra. I suoi fratelli furono il successivo principe Luigi II e il militare Federico Alberto (1807–1885) e Francesco di Paola (1802–1887).

#### Carriera militare
Entrò presto nell'esercito austriaco. Nel 1836 servì come maggiore nel 34º Reggimento di fanteria e fu promosso tenente colonnello nel 1838 e nel 1840 colonnello. Nel 1848 è stato comandante di divisione in Boemia e sostenuto il Principe Alfred von Windisch-Graetz nella repressione della rivolta di Pentecoste di Praga. Il 19 aprile 1848 fu promosso maggior generale. Si trasferì nel 1849 nel Nord Italia e partecipò come comandante di brigata nel corpo d'armata Wimpffen la campagna sul Po. Il 22 luglio 1849 venne promosso a luogotenente feldmaresciallo. Nella Seconda guerra d'indipendenza italiana del 1859 era comandante generale del II corpo del Feldzeugmeister Ferenc Gyulay. Le sue truppe combatterono nella battaglia di Magenta e coprirono la ritirata ordinata dell'esercito austriaco sconfitto. Nella battaglia di Solferino le sue truppe furono incaricate di abbracciare la destra dell'esercito francese comandato da Canrobert. La manovra maldestra del principe, che doveva garantire Mantova contro l'avanzata del V Corpo francese del principe Napoleone, fecero sì che le sue truppe non ottenessero un contatto appropriato col nemico. Il 16 novembre 1860 era in pensione. La sua tomba si trova a Vranov in Moravia.

## Famiglia
Il 15 ottobre 1839 sposò la contessa Honoria Chonloniewska, vedova Kowniacki (1º agosto 1813 Ochłopów - † 1º settembre 1869 Brno); dal matrimonio nacque: 
- Johann Alois (25 giugno 1840 - † 29 marzo 1885), sposato nel 1870 con la contessa Anna von Degenfeld-Schönburg (1849–1933).

## Ascendenza
|                                        |                                                  |                                                   | Genitori                                                           |  |  | Nonni |  |  | Bisnonni                   |  |  | Trisnonni                        |  |
|                                        |                                                  |                                                   |                                                                    |  |  |       |  |  | Emanuele del Liechtenstein |  |  | Filippo Erasmo del Liechtenstein |  |
|                                        |                                                  |                                                   |                                                                    |  |  |       |  |  | Emanuele del Liechtenstein |  |  | Filippo Erasmo del Liechtenstein |  |
|                                        |                                                  | Cristina Teresa di Löwenstein-Wertheim-Rochefort  |                                                                    |  |  |       |  |  | Emanuele del Liechtenstein |  |  |                                  |  |
| Francesco Giuseppe I del Liechtenstein |                                                  |                                                   |                                                                    |  |  |       |  |  | Emanuele del Liechtenstein |  |  |                                  |  |
|                                        |                                                  | Maria Anna Antonia di Dietrichstein-Weichselstädt | Carlo Magnus di Dietrichstein-Weichselstädt                        |  |  |       |  |  |                            |  |  |                                  |  |
|                                        |                                                  | Maria Anna Antonia di Dietrichstein-Weichselstädt | Carlo Magnus di Dietrichstein-Weichselstädt                        |  |  |       |  |  |                            |  |  |                                  |  |
|                                        |                                                  | Maria Anna Antonia di Dietrichstein-Weichselstädt | Maria Theresia von Trauttmansdorff-Weinsberg                       |  |  |       |  |  |                            |  |  |                                  |  |
| Giovanni I Giuseppe del Liechtenstein  |                                                  | Maria Anna Antonia di Dietrichstein-Weichselstädt |                                                                    |  |  |       |  |  |                            |  |  |                                  |  |
|                                        |                                                  | Francesco Filippo di Sternberg                    | Francesco Damiano di Sternberg                                     |  |  |       |  |  |                            |  |  |                                  |  |
|                                        |                                                  | Francesco Filippo di Sternberg                    | Francesco Damiano di Sternberg                                     |  |  |       |  |  |                            |  |  |                                  |  |
|                                        |                                                  | Francesco Filippo di Sternberg                    | Marie Josefa von Trauttmansdorff-Weinsberg                         |  |  |       |  |  |                            |  |  |                                  |  |
| Leopoldina di Sternberg                |                                                  | Francesco Filippo di Sternberg                    |                                                                    |  |  |       |  |  |                            |  |  |                                  |  |
|                                        |                                                  | Maria Leopoldina di Starhemberg                   | Konrad Sigismund Anton von Starhemberg                             |  |  |       |  |  |                            |  |  |                                  |  |
|                                        |                                                  | Maria Leopoldina di Starhemberg                   | Konrad Sigismund Anton von Starhemberg                             |  |  |       |  |  |                            |  |  |                                  |  |
|                                        |                                                  | Maria Leopoldina di Starhemberg                   | Maria Leopoldine Elisabeth Renate zu Löwenstein-Wertheim-Rochefort |  |  |       |  |  |                            |  |  |                                  |  |
| Edoardo Francesco del Liechtenstein    |                                                  | Maria Leopoldina di Starhemberg                   |                                                                    |  |  |       |  |  |                            |  |  |                                  |  |
|                                        | Ludwig Wilhelm August Egon di Fürstenberg-Weitra | Prosper di Fürstenberg-Stühlingen                 |                                                                    |  |  |       |  |  |                            |  |  |                                  |  |
|                                        | Ludwig Wilhelm August Egon di Fürstenberg-Weitra | Prosper di Fürstenberg-Stühlingen                 |                                                                    |  |  |       |  |  |                            |  |  |                                  |  |
|                                        | Ludwig Wilhelm August Egon di Fürstenberg-Weitra | Anna Sophia Eusebia von Königsegg-Rothenfels      |                                                                    |  |  |       |  |  |                            |  |  |                                  |  |
| Joachim Egon di Fürstenberg-Weitra     | Ludwig Wilhelm August Egon di Fürstenberg-Weitra |                                                   |                                                                    |  |  |       |  |  |                            |  |  |                                  |  |
|                                        |                                                  | Maria Anna Fugger von Kirchberg-Weissenhorn       | Maximilian Joseph Fugger von Kirchberg-Weissenhorn                 |  |  |       |  |  |                            |  |  |                                  |  |
|                                        |                                                  | Maria Anna Fugger von Kirchberg-Weissenhorn       | Maximilian Joseph Fugger von Kirchberg-Weissenhorn                 |  |  |       |  |  |                            |  |  |                                  |  |
|                                        |                                                  | Maria Anna Fugger von Kirchberg-Weissenhorn       | Maria Judith Isabella Euphrosyna Euphemia von Toerring             |  |  |       |  |  |                            |  |  |                                  |  |
| Giuseppa di Fürstenberg-Weitra         |                                                  | Maria Anna Fugger von Kirchberg-Weissenhorn       |                                                                    |  |  |       |  |  |                            |  |  |                                  |  |
|                                        |                                                  | Filippo Carlo di Oettingen-Wallerstein            | Giuseppe Antonio Carlo di Oettingen-Wallerstein                    |  |  |       |  |  |                            |  |  |                                  |  |
|                                        |                                                  | Filippo Carlo di Oettingen-Wallerstein            | Giuseppe Antonio Carlo di Oettingen-Wallerstein                    |  |  |       |  |  |                            |  |  |                                  |  |
|                                        |                                                  | Filippo Carlo di Oettingen-Wallerstein            | Maria Agnes Magdalene Fugger von Kirchberg-Weissenhorn             |  |  |       |  |  |                            |  |  |                                  |  |
| Sophia Maria di Oettingen-Wallerstein  |                                                  | Filippo Carlo di Oettingen-Wallerstein            |                                                                    |  |  |       |  |  |                            |  |  |                                  |  |
|                                        |                                                  | Carlotta Giuliana di Oettingen-Baldern            | Kraft Anton Wilhelm di Oettingen-Baldern                           |  |  |       |  |  |                            |  |  |                                  |  |
|                                        |                                                  | Carlotta Giuliana di Oettingen-Baldern            | Kraft Anton Wilhelm di Oettingen-Baldern                           |  |  |       |  |  |                            |  |  |                                  |  |
|                                        |                                                  | Carlotta Giuliana di Oettingen-Baldern            | Johanna Eleanore Maria von Schönborn                               |  |  |       |  |  |                            |  |  |                                  |  |
|                                        |                                                  | Carlotta Giuliana di Oettingen-Baldern            |                                                                    |  |  |       |  |  |                            |  |  |                                  |  |